# Prostaglandin-I sintaza
Prostaglandin-I sintaza (EC 5.3.99.4, prostaciklinska sintaza, prostaciklinska sintetaza, prostagladinska I2 sintetaza, PGI2 sintaza, PGI2 sintetaza) je enzim sa sistematskim imenom (5Z,13E)-(15S)-9alfa,11alfa-epidioksi-15-hidroksiprosta-5,13-dienoat 6-izomeraza. Ovaj enzim katalizuje sledeću hemijsku reakciju
()-9alfa,11alfa-epidioksi-15-hidroksiprosta-5,13-dienoat {\displaystyle \rightleftharpoons } (5Z,13E)-(15S)-6,9alfa-epoksi-11alfa,15-dihidroksiprosta-5,13-dienoat
Ovaj enzim konvertuje prostaglandin H2 u prostaglandin I2 (prostaciklin).

## Literatura
- Nicholas C. Price; Lewis Stevens (1999). Fundamentals of Enzymology: The Cell and Molecular Biology of Catalytic Proteins (Third изд.). USA: Oxford University Press. ISBN 019850229X.
- Eric J. Toone (2006). Advances in Enzymology and Related Areas of Molecular Biology, Protein Evolution (Volume 75 изд.). Wiley-Interscience. ISBN 0471205036.
- Branden C; Tooze J. Introduction to Protein Structure. New York, NY: Garland Publishing. ISBN 0-8153-2305-0.
- Irwin H. Segel. Enzyme Kinetics: Behavior and Analysis of Rapid Equilibrium and Steady-State Enzyme Systems (Book 44 изд.). Wiley Classics Library. ISBN 0471303097.

## Spoljašnje veze
- Prostaglandin-I+synthase на 